# Колонія митців (Дармштадт)

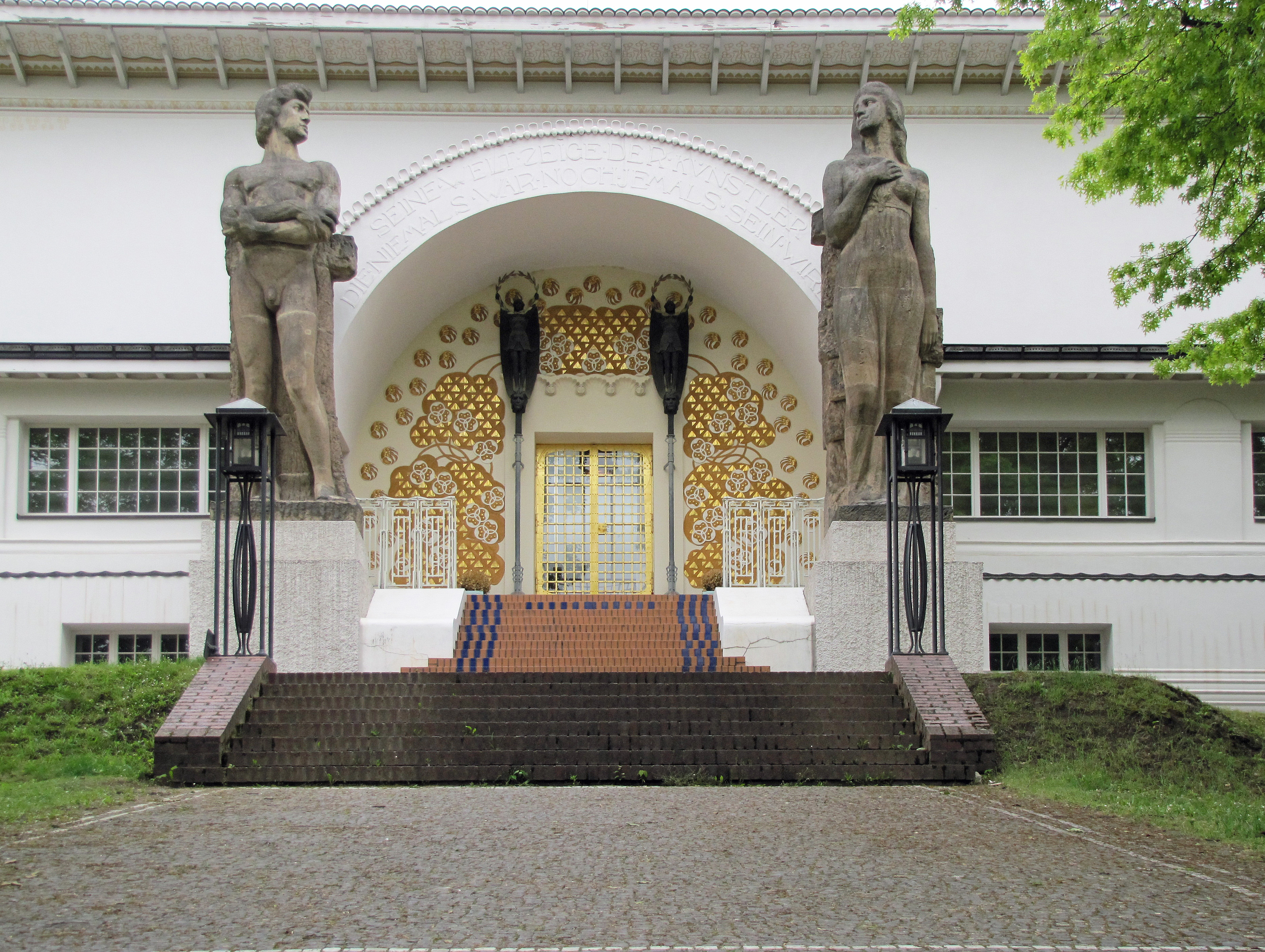
Портал, Дім Ернеста Людвіґа

Колонія митців у Дармштадті — поняття, вживане для означення групи митців, згуртованих довкола спільних художніх ідей, які фінансувалилися в основному на кошт меценатів, а також будівель в Матільденхьое в Дармштадті, в яких ці митці мешкали і працювали протягом 1899—1914 років.
Колонія була заснована в 1899 році Великим герцоґом Гессенським Ернестом Людвіґом. Його гаслом було: «Мій Гессен повинен процвітати, а надто мистецтво у ньому», під чим він мав на увазі союз мистецтва і торгівлі з метою економічного стимулювання краю. Метою митців, що заснували колонію в Матільденхьое був розвиток сучасних і перспективних форм будівництва і житла. На початку Ернест Людвіґ запросив до участі у проекті кількох митців, що працювали в стилі Арт Нуво (нім. Jugendstil): Петера Беренса, Пауля Б'юрка, Рудольфа Босельта, Ганса Крістіансена, Людвіґа Габіха, Патріза Губера і Йозефа Марію Олбріха.
Перша виставка колонії митців відбулося в 1901 році під назвою «Документ німецького мистецтва». Експонувалися індивідуальні будинки колонії, ательє (Дім Ернеста Людвіґа) і різні тимчасові споруди. Виставка розпочалася 15 травня з гучного фестивалю, як запропонував Петер Беренс, а закінчилася з суттєвими фінансовими втратами в жовтні. Пауль Б'юрк, Ганс Крістіансен і Патріз Губер незабаром після цього покинули колонію, як і Петер Беренс та Рудольф Босельт в наступні роки.
На другій виставці 1904 року були представлені виключно тимчасові, менш затратні, споруди. Крім Йозефа Марії Олбріха і Людвіґа Габіха в ній узяли участь Йоган Вінценз Цісаж, Даніель Ґрейнер і Пауль Гавштайн.
Третя виставка (Гессенська реґіональна виставка 1908 року) зосереджувала увагу на доступності сучасних форм житла при мінімумі витрат, що демонструвалося на прикладі невеликої резиденції, домінуючими в якій були теми образотворчого і прикладного мистецтва. Колонія на той час складалася з Альбіна Мюллера, Якоба Юліуса Шарвоґеля, Йозефа Еміля Шнекендорфа, Ернста Ріґеля, Фрідріха Вільгельма Клеукенса і Гайнріха Йобста.
Темою останньої виставки 1914 року стало орендоване житло. З цією метою Альбін Мюллер звів вісім триповерхових будинків. Три будинки були облаштовані за задумом різних членів колонії. Заднім пряслом цього ряду стала п'ятиповерхова споруда ательє. Ці будинки були зруйновані під час Другої світової війни, ательє існує дотепер, як і гай «Явір» та Левові ворота. На той час у колонії працювали Гайнріх Йобст, Фрідріх Вільгельм Клеукенс, Альбін Мюллер, Емануель Йозеф Марнґольд, Едмунд Кьорнер і Бернгард Гоетґер.

## Список членів колонії митців
- Петер Беренс (1899-1903)
- Рудольф Босельт (1899—1903)
- Пауль Б'юрк (1899-1902)
- Ганс Крістіансен (1899—1902)
- Йоган Вінценз Цісаж (1903-1906)
- Даніель Ґрейнер (1903—1906)
- Людвіґ Габіх (1899—1906)
- Пауль Гавштайн (1903—1905)
- Бернгард Гоетґер (1911-1914)
- Патріз Губер (1899—1902)
- Гайнріх Йобст (1907-1918)
- Фрідріх Вільгельм Клеукенс (1907—1918)
- Крістіан Вільгельм Клеукенс (1913-1918)
- Едмунд Кьорнер (1911-1916)
- Емануель Йозеф Марнґольд (1911-1929)
- Альбін Мюллер (1906—1914)
- Йозеф Марія Олбріх (1897—1908) — засновник і художній керівник
- Фріц Освальд (1913-1921)
- Ганс Пеллар (1911-1925)
- Ернст Ріґель (1906-1912)
- Якоб Юліус Шарвоґель (1906—1914)
- Йозеф Еміль Шнекендорф (1906—1912)
- Теодор Венді (1913—1921)